# Gabara fulvitincta
Gabara fulvitincta là một loài bướm đêm trong họ Erebidae.